# Gediminas Rastenis

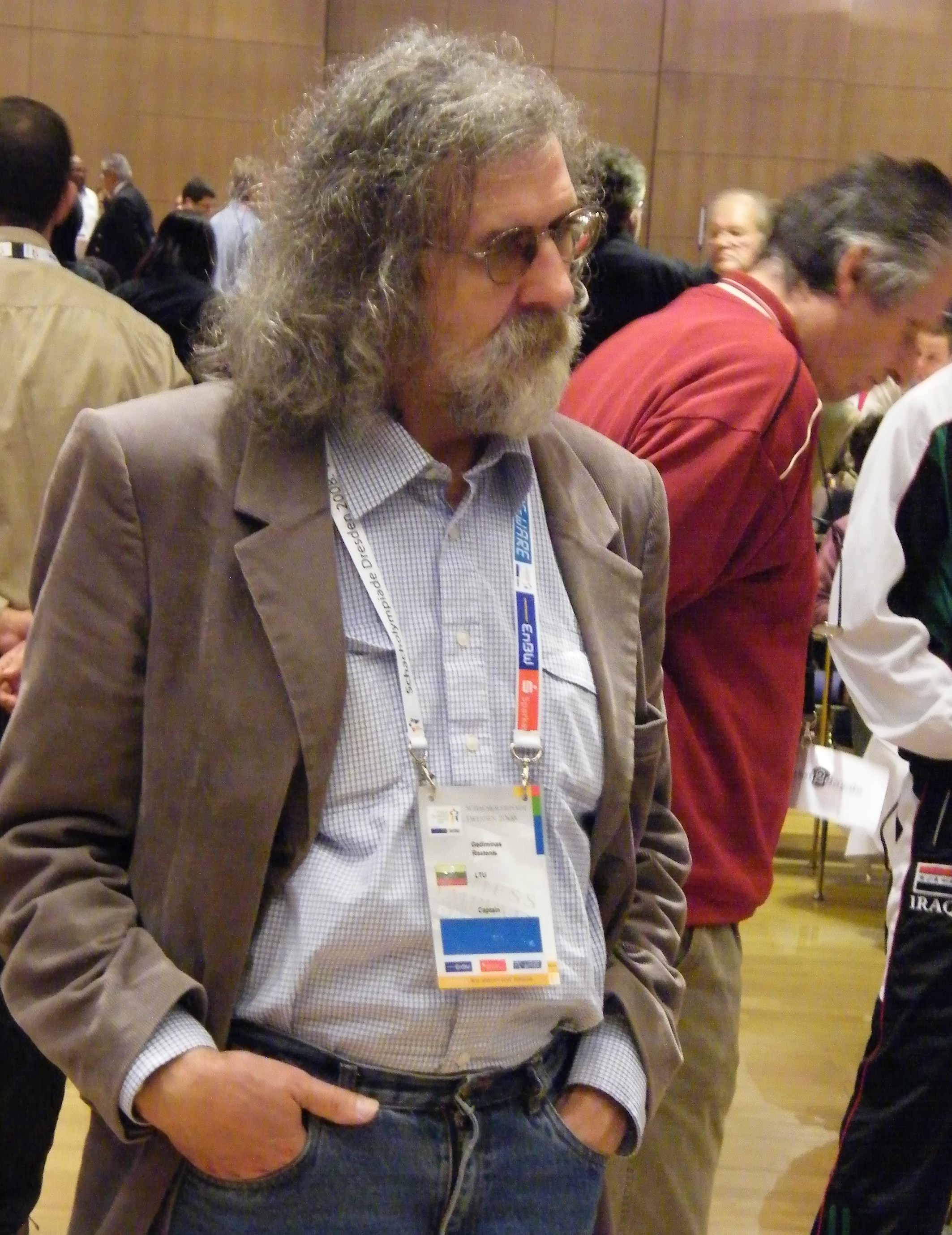
Gediminas Rastenis, 2008 in Dresden

Gediminas Rastenis (* 25. April 1954 in Panevėžys) ist ein litauischer Schachtrainer, Fernschachspieler und Internationaler Meister im Fernschach (IM).

## Trainer
Von 1976 bis 1992 und ab 1995 arbeitete er als Schachtrainer an der Schachschule Vilnius. Er trainierte Viktorija Čmilytė und Kamilė Baginskaitė.

## Fernschach
Von 1972 bis 1974 wurde Rastenis litauischer Meister im Fernschach. 1989 gewann er die die 6 Jahre zuvor begonnene Endrunde der 26. Fernschach-Europameisterschaft.
Bereits 1986 war ihm auf dem ICCF-Kongress der Titel eines "International Correspondence Chess Master" (IM) verliehen worden. 1987 nahm Rastenis am 3/4-Finalturnier der 14. ICCF-Fernschach-Weltmeisterschaft teil, belegte jedoch abgeschlagen den letzten Platz. Auch bei dem zwischen 1988 und 1991 ausgetragenen Einladungsturnier "100 Jahre Litauen" belegte er den letzten Platz. Danach folgte eine längere Pause auf dem internationalen Fernschachparkett.
Im Jahr 2004 trat Rastenis am 4. Brett der litauischen Mannschaft beim Finale der 13. Fernschach-Olympiade an. Nach einem schwachen Start mit nur einem Remis aus vier beendeten Partien zog er sich vom Turnier zurück und wurde durch Vytautas Sutkus ersetzt.
Seine Wertungszahl im Fernschach liegt bei 2236 (Stand: 1. April 2008). Seitdem ist Rastenis inaktiv.

## Nahschach
Seine höchste Elo-Zahl im Nahschach betrug 2333 von Juli 2000 bis Juli 2014. Bei der Schacholympiade 2008 in Dresden war er Teamcaptain der litauischen Frauennationalmannschaft.